# Zhou Ying
Dans ce nom chinois, le nom de famille, Zhou, précède le nom personnel Ying.
Pour les articles homonymes, voir Ying.
Zhou Ying (en chinois : 周影 ; pinyin : Zhōu Yǐng), née le 23 décembre 1988 à Xuzhou (Jiangsu), est une pongiste handisport chinoise concourant en classe 4 pour les athlètes en fauteuil roulant. En individuel, elle détient trois titres paralympiques (2008, 2012, 2020) et trois titres mondiaux (2006, 2010). Par équipes, elle est quadruple championne paralympique (2008, 2012, 2016, 2020) et double championne du monde (2006,2010).

## Biographie
Elle est victime de la poliomyélite à six mois et perd l'usage de ses jambes.

## Palmarès

### Jeux paralympiques
- médaille d'or en individuel classe 4 aux Jeux paralympiques d'été de 2008 à Pékin
- médaille d'or par équipes classe 4-5 aux Jeux paralympiques d'été de 2008 à Pékin
- médaille d'or en individuel classe 4 aux Jeux paralympiques d'été de 2012 à Londres
- médaille d'or par équipes classe 4-5 aux Jeux paralympiques d'été de 2012 à Londres
- médaille d'or par équipes classe 4-5 aux Jeux paralympiques d'été de 2016 à Rio de Janeiro
- médaille d'or en individuel classe 4 aux Jeux paralympiques d'été de 2020 à Tokyo
- médaille d'or par équipes classe 4-5 aux Jeux paralympiques d'été de 2020 à Tokyo

### Championnats du monde
- médaille d'or par équipes classe 5 aux Mondiaux 2006 à Montreux
- médaille d'or en individuel classe 4 aux Mondiaux 2006 à Montreux
- médaille d'or par équipes classe 5 aux Mondiaux 2010 à Gwangju
- médaille d'or en individuel classe 4 aux Mondiaux 2010 à Gwangju

### Jeux para-asiatiques
- médaille d'or en individuel classe 4 aux Jeux para-asiatiques de 2018 à Jakarta
- médaille d'or par équipes classe 2-5 aux  Jeux para-asiatiques de 2018 à Jakarta